# Mahnābād
Mahnābād (persiska: مهن آباد, Mahābād) är en bondby i Iran.   Den ligger i provinsen Kerman, i den sydöstra delen av landet, 1 100 km sydost om huvudstaden Teheran. Mahnābād ligger 585 meter över havet och antalet invånare är 360.
Terrängen runt Mahnābād är lite kuperad. Runt Mahnābād är det glesbefolkat, med 8 invånare per kvadratkilometer. Närmaste större samhälle är Kahn-e Cherāgh, 13,2 km sydväst om Mahnābād. Trakten runt Mahnābād är ofruktbar med lite eller ingen växtlighet.